# HMS M16
«M16» (англ. HMS M16) був монітором типу M15 Королівського флоту. 

## Конструкція
Призначений для обстрілів берегових цілей, як основне озброєння «M16» отримав одну 9,2-дюймову гармату Mk X, яка зберігалася як запасна для крейсерів типів «Дрейк» та "Кресі". Крім того, на моніторі встановили 76,2-мм гармату, а також 57-міліметрову зенітку. Корабель мав паровий двигун потрійного розширення потужністю 800 кінських сил, який дозволяв розвивати швидкість до 11 вузлів. Екіпаж складався з 69 офіцерів і матросів. 

## Будівництво
«M16» був замовлений у березні 1915 року в рамках Воєнної надзвичайної програми з будівництва кораблів. Монітор було закладено на верфі Вільяма Грея в Хартлпулі в березні 1915 року, спущено на воду 3 травня 1915 року та завершено у червні 1915 року. 

## Перша світова війна
«M16» служив у Середземномор'ї з липня 1915 по жовтень 1918 року. По дорозі до театру операцій на Мальті на моніторі встановили основне озброєння. Брав участь у підтримці десанту у Галліполі. Після вступу у війну на боці Центральних держав Болгарії, у жовтні 1915 року брав участь у обстрілах егейського узбережжя цієї держави.

## Комерційне використання
«M16» був проданий 29 січня 1920 року для комерційного використання як нафтовий танкер за 7500 фунтів стерлінгів компанії «Anglo Saxon Petroleum Co» і перейменований у «Tiga» (числівник «три» малайською). Певний час застосовувався для перевезення нафти з місця видобування на озері Маракайбо до переробного заводу на Кюрасао.